# Échemines
Échemines ist eine französische Gemeinde mit 84 Einwohnern (Stand: 1. Januar 2022) im Département Aube in der Region Grand Est (bis 2015 Champagne-Ardenne). Sie gehört zum Arrondissement Nogent-sur-Seine und zum Gemeindeverband L’Orvin et l’Ardusson. Die Bewohner werden Écheminois genannt.

## Geografie
Die Gemeinde Échemines liegt 20 Kilometer nordwestlich von Troyes im Südwesten der Champagne sèche, der „trockenen Champagne“. Die 18,2 km² umfassende Gemeinde ist geprägt durch großflächige Äcker auf flachem Bodenrelief. Umgeben wird Échemines von den Nachbargemeinden Orvilliers-Saint-Julien im Norden, Saint-Mesmin und Fontaine-les-Grès im Nordosten, Le Pavillon-Sainte-Julie im Osten, Villeloup im Südosten, Dierrey-Saint-Pierre im Süden, Prunay-Belleville im Südwesten sowie Saint-Flavy im Nordwesten.

## Bevölkerungsentwicklung
| Jahr      | 1962 | 1968 | 1975 | 1982 | 1990 | 1999 | 2006 | 2013 | 2021 |
| Einwohner | 70   | 72   | 70   | 73   | 82   | 85   | 83   | 100  | 87   |

Im Jahr 1800 wurde mit 207 Bewohnern die bisher höchste Einwohnerzahl ermittelt. Die Zahlen basieren auf den Daten von cassini.ehess und INSEE.

## Sehenswürdigkeiten
- Kirche Saint-Martin aus dem 12. bis 16. Jahrhundert mit denkmalgeschützten Fenstern (Eintrag Nr. PM10000740 in der Base Palissy des französischen Kulturministeriums (französisch)) und Skulptur (Eintrag Nr. IM10005678 in der Base Palissy des französischen Kulturministeriums (französisch))
- Wasserturm
- Wegkreuz
- Gefallenendenkmal

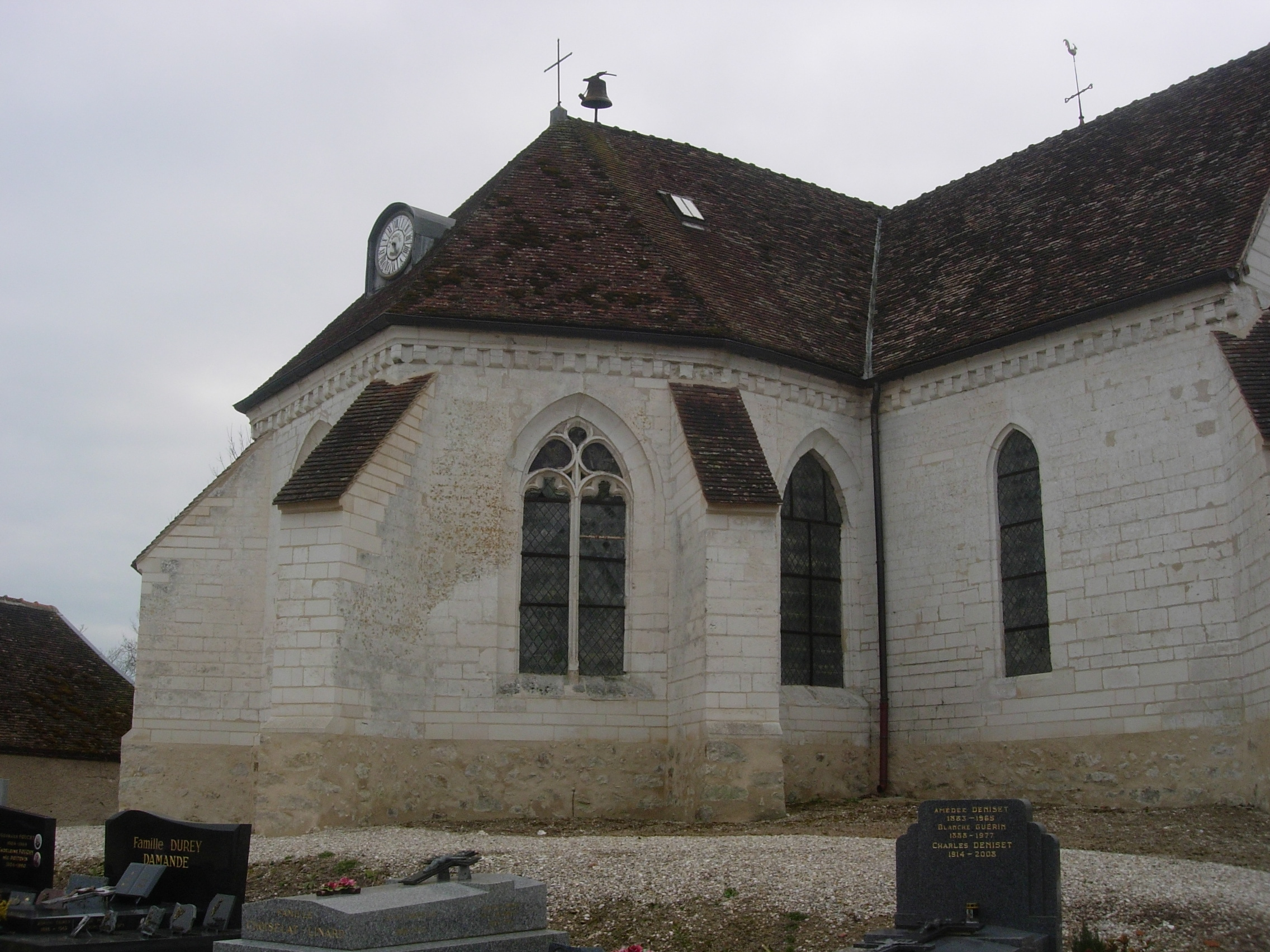
Kirche Saint-Martin
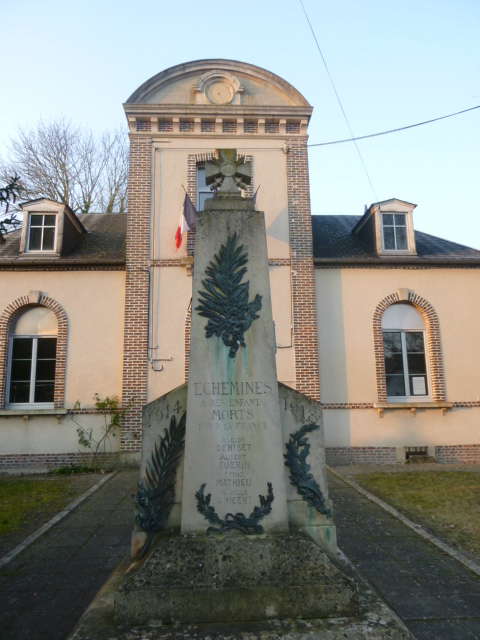
Gefallenendenkmal

## Wirtschaft und Infrastruktur
Échemines ist sehr ländlich geprägt. In der Gemeinde sind elf Landwirtschaftsbetriebe ansässig, die sich mit dem Anbau von Getreide, Hülsenfrüchten und Ölsaaten beschäftigen.
Durch das Gemeindegebiet von Échemines führt die Fernstraße D 442 von Nogent-sur-Seine nach Troyes. Nahe der 20 Kilometer entfernten Stadt Troyes bestehen Anschlüsse an die Autoroute A 5 und die Autoroute A 26.

## Belege
1. ↑  Échemines auf cassini.ehess
2. ↑  Échemines auf INSEE
3. ↑  Landwirtschaftsbetriebe auf annuaire-mairie.fr (französisch)